# 16. март
16. март (16.03) је 75. дан у години по грегоријанском календару (76. у преступној години). До краја године има још 290 дана.

## Догађаји
- 597. п. н. е. — Вавилонци су заузели Јерусалим и уместо Јоахина за краља су поставили Зедекију.
- 1244 — Након успешне опсаде Монтсегура, војска француских ројалиста је спалила око 210 катара.
- 1521 — Португалски морепловац Фердинанд Магелан стигао на Филипине, где је крајем априла погинуо у сукобу с домороцима. После три године пловидбе око света, у Шпанију се 1522. од пет бродова његове експедиције вратила само „Викторија“ са 18 чланова посаде. Тим путовањем је први пут опловљена Земља.
- 1792 — Шведски краљ Густав III смртно рањен током маскенбала у „Ројал опери“ у Стокхолму. Преминуо је 29. марта. Тај атентат био је инспирација Вердију за оперу „Бал под маскама“.
- 1827 — У Њујорку изашле прве америчке новине за црнце „Freedom's Journal“.
- 1851 — Шпанија закључила конкордат с Ватиканом, према којем је римокатолицизам постао једина вера у Шпанији, а образовање и штампа су стављени под контролу цркве.
- 1861 — У Бечу почео излазити дневни лист „Ост унд Вест“. Лист је покренуо и уређивао Карловчанин Имбро Игњатијевић Ткалац, а потпомагали су га српски кнез Михаило Обреновић и бискуп Јосип Јурај Штросмајер.
- 1862 — Ђулијус Мајнл, компанија која се бави кафом још од 1862, решила је да обележи Светски дан поезије, 21. март, тако што ће у преко 1000 кафеа у 23 државе међу којима су Британија, САД и Аустралија, одржати необичну акцију. Кафу неће морати да плати ниједан гост који конобару понуди једну своју песму.
- 1926 — Амерички физичар Роберт Годард извео је прво успешно лансирање ракете на течно гориво, која је достигла 56 m удаљености за 2,5 секунде.
- 1934 — У Риму потписан италијанско-мађарско-аустријски протокол којим је формиран Дунавски блок против Мале антанте Чехословачке, Румуније и Југославије.
- 1935 — Адолф Хитлер издао декрет којим је немачкој армији осигурао 500.000 наоружаних војника. Тиме је потпуно одбацио Версајски уговор склопљен после Првог светског рата којим је Немачкој дозвољено само 100.000 људи под оружјем.
- 1953 — Јосип Броз Тито допутовао у Уједињено Краљевство, што је била прва посета шефа југословенске државе једној западној земљи после Другог светског рата.
- 1967 — У загребачком листу „Вјесник“ објављена је „Декларација о називу и положају хрватског језика“ коју су подржали Матица хрватска, Друштво књижевника Хрватске и 16 других установа и организација. Растући хрватски национализам, оличен у овом документу, добио је одговор у „Предлогу за размишљање Друштва књижевника Србије“, који су потписала 42 српска писца.
- 1968 — Током Вијетнамског рата амерички војници масакрирали су најмање 347 цивила у селу Ми Лај.
- 1978 —
  - Припадници терористичке организације „Црвене бригаде“ киднаповале су у Риму истакнутог италијанског политичара и бившег премијера Алда Мора, захтевајући да се пусте на слободу ухапшени чланови њихове организације. Терористи су Мора држали у заточеништву до маја 1978, а потом су га убили.
  - Више од 250 хиљада тона нафте исцурело у близини Портсала у Француској након хаварије брода „Амоко Кадиз“.
- 1985 — У Бејруту отет амерички новинар Тери Андерсон. Он је пуштен на слободу 4. децембра 1991, након готово седам година заточеништва.
- 1988 — Ирачке власти су хемијским оружјем убиле око 5.000 цивила Курда у граду Халабџа на северу земље. Током те године армија ирачког председника Садама Хусеина извела је осам војних операција у том делу Ирака.
- 1991 — Председник Србије, Слободан Милошевић, у телевизијском обраћању грађанима поручио да се Србија повлачи из рада Председништва СФРЈ, након што је оно одбило предлог генералског врха ЈНА о увођењу ванредног стања у Југославији.
- 1993 — У експлозији подметнуте бомбе у индијском граду Калкута погинуло је 69 људи.
- 1998 — Ватикан изразио жаљење због тога што поједини припадници римокатоличке цркве нису учинили довољно да током Другог светског рата помогну Јеврејима изложеним нацистичком прогону, али је одбацио захтеве да осуди понашање тадашњег папе Пија XII.
- 1999 — Свих 20 чланова Европске комисије, највишег извршног тела Европске уније, поднело је оставке због оптужби за преваре, корупцију и лоше управљање финансијама. То су биле прве оставке од оснивања тог тела 1958.
- 2002 — У експлозији у селу Лучане, крај Бујановца, настањеним већнским албанским становништвом, уништена је последња српска кућа.
- 2004 — Хрватски премијер Иво Санадер посетио је Јасеновац. Он је положио венац на обновљени споменик и одао пошту жртвама усташког концентрационог логора из доба Независне Државе Хрватске (НДХ), који је ту био од 1941. до 1945. године.
- 2006 —
  - Председник Црне Горе Филип Вујановић изјавио да је преузео врховну команду над свим родовима Војске Србије и Црне Горе на територији Црне Горе. Тадић и Станковић оспорили овај потез, Влада Србије затражила објашњење од Маровића. више информација...
  - Београд проглашен за „Град будућности јужне Европе” у такмичењу Фајненшл тајмса.

## Рођења
- 1750 — Каролина Хершел, немачко-британска астрономкиња. (прем. 1848)[1]
- 1789 — Георг Ом, немачки физичар и математичар, аутор закона о електричном отпору. (прем. 1854)[2]
- 1839 — Сили Придом, француски књижевник, први добитник Нобелове награде за књижевност. (прем. 1907)[3]
- 1859 — Александар Попов, руски физичар и електроинжењер. (прем. 1906)[4]
- 1916 — Мерседес Макејмбриџ, америчка глумица. (прем. 2004)[5]
- 1918 — Фредерик Рајнес, амерички физичар, добитник Нобелове награде за физику (1995). (прем. 1998)[6]
- 1923 — Васа Поповић, српски писац, сценариста, новинар, сатиричар и хумориста. (прем. 2007)[7]
- 1926 — Џери Луис, амерички комичар, глумац и редитељ. (прем. 2017)
- 1932 — Боро Беговић, српски глумац. (прем. 1993)[8]
- 1934 — Влахо Орлић, српски ватерполиста и ватерполо тренер. (прем. 2010)
- 1941 — Бернардо Бертолучи, италијански редитељ и сценариста. (прем. 2018)[9]
- 1949 — Виктор Гарбер, канадско-амерички глумац и певач.
- 1950 — Кејт Нелиган, канадска глумица.
- 1950 — Едхем Шљиво, босанскохерцеговачки фудбалер.[10]
- 1953 — Изабел Ипер, француска глумица.[11]
- 1953 — Ричард Столман, амерички програмер и оснивач фондације за слободни софтвер.[12]
- 1955 —  Љиљана Ђурић, српска глумица.
- 1959 — Јенс Столтенберг, шведски политичар.[13]
- 1964 — Гор Вербински, амерички редитељ, сценариста и продуцент.
- 1965 — Сергеј Базаревич, руски кошаркаш и кошаркашки тренер.[14]
- 1965 — Белен Руеда, шпанска глумица.[15]
- 1965 — Марк Карни, премијер Канаде (2025−).
- 1972 — Велибор Радовић, црногорско-израелски кошаркаш и кошаркашки тренер.[16]
- 1975 — Сијена Гилори, енглеска глумица и модел.[17]
- 1977 — Моника Круз, шпанска глумица и плесачица.[18]
- 1980 — Фелипе Рејес, шпански кошаркаш.[19]
- 1984 — Александар Рашић, српски кошаркаш.[20]
- 1986 — Александра Дадарио, америчка глумица.[21]
- 1987 — Џамонт Гордон, амерички кошаркаш.[22]
- 1989 — Блејк Грифин, амерички кошаркаш.[23]
- 1991 — Џастин Кобс, америчко-црногорски кошаркаш.[24]
- 1994 — Џоел Ембид, камерунски кошаркаш.[25]

## Смрти
- 37 — Тиберије, римски цар. (рођ. 42)[26]
- 455 — Валентинијан III, римски цар. (рођ. 419)[27]
- 1736 — Ђовани Батиста Перголези, италијански музичар. (рођ. 1710)[28]
- 1923 — Александар Лодигин, совјетски проналазач. (рођ. 1847)[29]
- 1930 — Мигел Примо де Ривера, шпански генерал. (рођ. 1870)[30]
- 1940 — Селма Лагерлеф, шведска књижевница, нобеловац. (рођ. 1858)[31]
- 1945 — Ана Франк, једна од најпознатијих јеврејских жртава холокауста. (рођ. 1929)[32]
- 1975 — Александар Д. Ђурић,  адвокат, писац и преводилац. (рођ. 1891)[33]
- 1985 — Милутин-Тине Живковић, хармоникаш. (рођ. 1918)[34]
- 1998 — Бенџамин Спок, амерички педијатар, психијатар, хумориста, идејни творац хипи-покрета. (рођ. 1903)
- 2002 —
  - Данило Бата Стојковић, српски филмски и позоришни глумац. (рођ. 1934)[35]
  - Јован Деретић је био српски историчар књижевности (рођ. 1934)[36]
- 2010 —
  - Ксенија Пајчин, српска певачица (рођ. 1977)[37]
- 2025 — Андреј Ђорђијески, македонски музичар (рођ. 1982)

## Празници и дани сећања
- Српска православна црква слави:
  - Свете мученике Евтропија, Клеоника и Василиска
  - Свету Пијамуку Мисирску
  - Непознату девојку из богате куће у Александрији